# 런던시계탑 밑에서 사랑을 찾을 확률
《런던시계탑 밑에서 사랑을 찾을 확률》(영어: Man Up)은 영국과 프랑스에서 제작된 벤 파머 감독의 2015년 로맨틱 코미디 영화이다. 레이크 벨, 사이먼 페그, 로리 키니어 등이 출연하였고, 제임스 비들 등이 제작에 참여하였다.
평단으로부터 대체로 긍정 평가를 받았다.

## 줄거리
34살 언론인 낸시는 부모님의 결혼 40주년 기념식에 참석하기 위해 런던으로 향한다. 기차 안에서 낸시는 맞은편 좌석에 앉은 제시카와 대화를 나누게 된다. 제시카는 소개팅에 가는 중이며 상대에게는 자기 계발서를 들고 있겠다고 얘기해둔 상태이다. 지난 4년간 연애에 내리 실패한 제시카가 사랑에 비관적인 태도를 보이자 제시카는 워털루역에서 하차하면서 낸시에게 도움이 되길 기대하며 문제의 자기 계발서를 두고 내린다.
하지만 이 책을 원치 않는 낸시는 제시카에게 책을 돌려주기 위해 뒤를 쫓아간다. 제시카가 서점에서 똑같은 책을 구입하는 사이 제시카의 소개팅 상대인 잭은 약속 장소인 시계탑 밑에서 책을 들고 있는 낸시를 발견하고 제시카로 오인한다. 상황을 설명하기도 전에 쾌활하게 떠벌리는 잭에게 낸시는 호감을 느끼고, 충동적으로 제시카인 척 한다.

## 출연
- 레이크 벨 - 낸시 역
- 사이먼 페그 - 잭 역
- 로리 키니어 - 숀 역
- 켄 스톳 - 버트 역
- 해리엇 월터 - 프랜 역
- 샤론 호건 - 일레인 역
- 오필리아 러비본드 - 제시카 역
- 올리비아 윌리엄스 - 힐러리 역
- 스티븐 캠벨 무어 - 에드 역
- 헨리 로이드휴스 - 대니얼 역
- 딘찰스 채프먼 - 해리 역
- 로버트 윌퍼트 - 라이언 역
- 피비 월러브리지 - 케이티 역
- 존 브래들리

## 기타 제작진
- 총괄 제작: 매슈 저스티스, 크리스틴 랭엄, 조 오펀하이머, 사이먼 페그
- 배역: 니나 골드, 시오 파크
- 미술: 딕 런
- 의상: 수지 하먼
- 분장: 제인 워커
- 건설 관리: 댄 크랜던
- 그래픽: 줄리언 닉스
- 특수 효과: 닐 챔피언
- 제작 관리: 낸시 브레이, 크리스 행키
- 조감독: 조니 벤슨, 마틴 커리, 알렉산더 홀트